# Gianluigi Saccaro
Gianluigi Saccaro, född 29 december 1938 i Milano, död 17 februari 2021 i Rom, var en italiensk fäktare.
Saccaro blev olympisk guldmedaljör i värja vid sommarspelen 1960 i Rom.